# Biedermeier
Biedermeier, borgerlig empire eller senempire var en stilart og en stilperiode inden for litteratur, musik, kunst, arkitektur og interiør i Centraleuropa fra 1815-1825 til 1840-1860. Stilperioden svarer til regency i England.
Stilen blomstrede i Tyskland og Østrig fra 1815 (Wienerkongressen) til 1848, men vandt også indpas i Skandinavien. Stilen var præget af en vis realisme og samtidig af borgerlig idyl. I stilen lå en tilbageholdt romantik.
I biedermeierlitteraturen dyrkedes det hjemlige og det kendte. Hygge, idyl og harmoni prægede livet i den kendte verden. Man undgik konflikter. Der var skildringer af hjemmelivet, søndagsture, skovture og baller. Overalt søgte man den skønhed og harmoni, som man opfattede som en afglans af en højere, ideel verden. Alt dette kaldes biedermeierkulturen.
Udtrykket biedermeier opstod først efter perioden. Det stammer fra den fiktive figur Gottlieb Biedermaiers satiriske digte, af Ludwig Eichrodt og Adolph Kussmaul fra sidste halvdel af 1850'erne. Udtrykket blev først almindeligt brugt omkring år 1900.
Den var på mange måder en reaktion mod oplysningstid og radikalisering af det politiske.
En "biedermeier" var en filister, en småborger, der passede sig selv, lykkeligt ligeglad med verden udenfor.